# 仰口关帝庙
仰口关帝庙又称崂山关帝庙是位山东省青岛市崂山区仰口湾上苑山南猪头峰下的一座關帝廟，在仰口景区王哥庄街道曲家庄社区南一公里处。2013年，以关帝庙之名列为第七批全国重点文物保护单位崂山道教建筑群中的11座建筑之一。在崂山及青岛众多关帝庙中，被认为是历史最悠久、规模最大的一座。

## 历史
关帝庙始建于明代，嘉靖年间的重修碑记载，关帝庙原为全真道華山派太平宫的下院。清朝光绪十二年（1886年），关帝庙从太平宫分出。分出后，关帝庙无专人打理。太平宫张道长因关羽“梦”之故，派道士刘太清打理。民国十八年（1929年），道士刘太清、贾太成主持重修关帝庙。建成二进院落，大殿3间，房舍22间，初具规模。1948年，为关帝庙兴盛时期，有庙产600亩。1966年，崂山林场占用关帝庙。文化大革命期间，受到破坏。
1984年，崂山县人民政府列为县级文物保护单位。1989年，青岛市人民政府列为市级文物保护单位。2006年，山东省人民政府列为山东省文物保护单位。2013年，列为第七批全国重点文物保护单位崂山道教建筑群之一。同年，《城市信报》的报道中，提及一位村民的说法，“除了本地人，还有些外地人来山上寻找关帝庙，尤其是一些做生意的人喜欢来这拜一拜。”
2017年，青岛市手工艺协会会长鲁汉等爱好者探访关帝庙时，主殿保存完好。2020年，鲁汉再次探访关帝庙发现，主殿屋顶严重塌陷，壁画被雨水冲刷毁坏。此时，东西偏殿、东西厢房均已成“残垣断壁”。10月，《青岛早报》记者接报，亲自探访后指出，“关帝庙连年遭遇自然和人为损坏，尤其是每年的雨季受损较为严重”。崂山区文旅部门回应《青岛早报》记者，山东省文物部门已通过关帝庙修缮计划书，报送国家文物部门，等待批复后立即启动修复工程。

## 现存建筑
关帝庙占地面积900多平方米，建筑面积100多平方米，砖木结构。大门朝向西北，即关羽家乡山西方向，里门朝南，面向大海。云山周济道人在2013年所述，“门口这块空地以前是道人修炼的地方，整个庙看上去是个大长方形”。进山门后，即为前院，后为四合院。三间中殿。主殿供奉关羽像。2013年时，主殿台面上有三座不同的关羽雕像，穿堂两旁彩塑關平、周倉立像。1920年代重建时，中殿绘有“桃園結義”、“单刀赴会”等壁画。虽已残缺，但“画工细腻工整，比例匀称，是崂山壁画之上品”。